# Wydział Nauk o Zarządzaniu i Bezpieczeństwie Akademii Pomorskiej w Słupsku
Wydział Nauk o Zarządzaniu i Bezpieczeństwie Akademii Pomorskiej w Słupsku – historyczny wydział wydziałów Akademii Pomorskiej w Słupsku. 1 października 2019, zarządzeniem Rektora AP, Wydział został zlikwidowany na skutek reorganizacji struktur uniwersyteckich.

## Kierunki kształcenia
- administracja
- bezpieczeństwo narodowe
- inżynieria cyberprzestrzeni
- socjologia
- zarządzanie

## Struktura organizacyjna

### Instytut Bezpieczeństwa Narodowego
Dyrektor: dr hab. Janusz Gierszewski
- Zakład Teorii Bezpieczeństwa
- Zakład Bezpieczeństwa Wewnętrznego
- Zakład Obrony Narodowej

### Katedra Administracji i Socjologii
Kierownik: dr hab. Marek Gorzko
- Zakład Administracji
- Zakład Socjologii
- Pracownia Badań Problemów Społecznych

### Katedra Cybernetyki i Inżynierii Bezpieczeństwa
- Zakład Cybernetyki
- Zakład Inżynierii Bezpieczeństwa

### Katedra Zarządzania
Kierownik: dr Ewa Matuska
- Zakład Ekonomii i Logistyki
- Zakład Zarządzania i Marketingu

## Władze Wydziału
W latach 2017–2019:
| Stanowisko                                     | Imię i nazwisko         |
| ---------------------------------------------- | ----------------------- |
| Dziekan                                        | dr hab. Andrzej Urbanek |
| Prodziekan ds. kształcenia i studentów         | dr Tomasz Pączek        |
| Prodziekan ds. nauki i współpracy z gospodarką | dr Lech Chojnowski      |